# エイヴベリー男爵
エイヴベリー男爵（英: Baron Avebury）は、イギリスの男爵、貴族。連合王国貴族爵位。実業家ジョン・ラボック（銀行家一族ラボック家の一員）が1900年に叙されたことに始まる。
本項では前身となった準男爵位についても触れる。

## 歴史

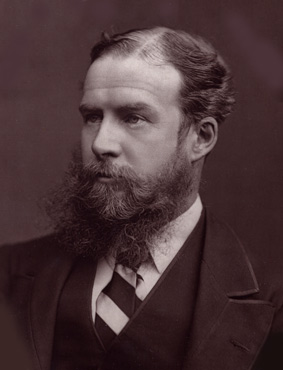
初代男爵ジョン・ラボック。

その祖サー・ジョン・ラボックはロンドン在住の富裕な銀行家であったが、のちに政界に進出してボシニーやレオミンスター各選挙区選出の庶民院議員を務めた。ジョンは議員在任中、グレンヴィル内閣に好意的であったため、準男爵を授けられる運びとなる。1800年4月9日に「（ラマスの）準男爵(Baronet, of Lammas)」を与えられた。この準男爵位は甥のジョン・ウィリアム・ラボックにも特別継承を認めていたため、ジョンが死去するとジョン・ウィリアムが準男爵を継いだ。これ以降、ジョン・ウィリアムの系統で準男爵位継承が続く。
2代準男爵の孫にあたる4代準男爵ジョンも父祖同様に銀行家・庶民院議員として活動した。彼は1900年1月22日に連合王国貴族の「ウィルトシャー州エイヴベリーのエイヴベリー男爵(Baron Avebury, of Avebury in the County of Wiltshire)」を得て男爵家を興した。
その子の2代男爵には子がなく、爵位は甥ジョン（初代男爵の四男ハロルドの長男）が継いだ。
以降はこの系統で存続しており、5代男爵リュルフが男爵家現当主を務める。
銀行家の男爵家紋章に刻まれるモットーは『与える者が価値を創り出す(Auctor Pretiosa Facit)』。
男爵家のかつての邸宅はケント州のハイ・エルムスにあった。

## 現当主の保有爵位
現当主の第5代エイヴベリー男爵リュルフ・ラボックは、以下の爵位を有する。
- 第5代ウィルトシャー州エイヴベリーのエイヴベリー男爵(5th Baron Avebury, of Avebury in the County of Wiltshire)
（1900年1月22日の勅許状による連合王国貴族爵位）
- 第8代（ラマスの）準男爵(8th Baronet, of Lammas)
（1806年4月9日の勅許状による連合王国準男爵位）

## 一覧

### （ラマスの）ラボック準男爵（1806年）
- 初代準男爵サー・ジョン・ラボック（英語版） (1744–1816)[6]
- 第2代準男爵サー・ジョン・ラボック（英語版） (1773–1840)[6]
- 第3代準男爵サー・ジョン・ラボック (1803–1865)[6]
- 第4代準男爵サー・ジョン・ラボック (1834–1913) (1900年にエイヴベリー男爵叙爵)[7]

### エイヴベリー男爵（1900年）
- 初代エイヴベリー男爵ジョン・ラボック (1834–1913)
- 第2代エイヴベリー男爵ジョン・バークベック・ラボック（英語版） (1858–1929)[8]
- 第3代エイヴベリー男爵ジョン・ラボック（英語版） (1915–1971)[9]
- 第4代エイヴベリー男爵エリック・レジナルド・ラボック（英語版） (1928–2016)[10]
- 第5代エイヴベリー男爵リュルフ・アンブローズ・ジョナサン・ラボック（英語版） (1954-)[11]

爵位の法定推定相続人は現当主の長男アレクサンダー・ラボック閣下（1985-）。